# Bram Stoker Awards 1999
Der Bram Stoker Award 1999 wurde im Jahr 2000 für Literatur aus dem Vorjahr in zwölf Kategorien vergeben. Bei der Verleihung werden jährlich außergewöhnliche Beiträge zur Horrorliteratur geehrt. Der Bram Stoker Award wird seit 1987 vergeben, die Gewinner werden per Wahl von den Mitgliedern der Horror Writers Association (HWA) bestimmt.
Wie im Vorjahr wurde der Preis in zwölf Kategorien; zwei der Preise wurden jedoch nicht vergeben. Wie in den Vorjahren wurden mehrere Autoren mehrfach nominiert. So wurde der Gewinner der Kategorie Novelle, Joe R. Lansdale, auch für den Bereich Illustrierte Geschichte nominiert. Der Autor Tom Piccirilli wurde sowohl in der Kategorie Roman wie auch für den Sammelband nominiert, konnte jedoch in keiner Kategorie gewinnen.

## Gewinner und nominierte Autoren
Der Bram Stoker Award 1999 wurde im Jahr 2000 in zwölf Kategorien vergeben:
| Kategorie                                       | Gewinner                         | Werk                                                                                           | Weitere nominierte Autoren | Bilder der Gewinner                 |
| ----------------------------------------------- | -------------------------------- | ---------------------------------------------------------------------------------------------- | --- | ----------------------------------- |
| Roman (Novel)                                   | Peter Straub                     | Mr. X (deutsch: Schattenbrüder)                                                                | - Owl Goingback: Darker than Night - Thomas Harris: Hannibal (deutsch: Hannibal) - Stephen King: Low Men in Yellow Coats - Tom Piccirilli: Hexes                                                                                                   | Peter Straub (2009)                 |
| Erstlingswerk (First Novel)                     | J.G. Passarella                  | Wither                                                                                         | - Steve Beai: Widow's Walk - John Connolly: Every Dead Thing (deutsch: Das schwarze Herz) - China Miéville: King Rat (deutsch: König Ratte) |                                     |
| Novelle (Long Fiction)                          | Brian A. Hopkins Joe R. Lansdale | Five Days in April Mad Dog Summer                                                              | - Charlee Jacob: Dread in the Beast - Jack Ketchum: Right to Life | Joe R. Lansdale                     |
| Kurzgeschichte (Short Fiction)                  | F. Paul Wilson                   | Aftershock                                                                                     | - P.D. Cacek: The Grave - Ramsey Campbell: The Entertainment - Steve Rasnic Tem: Halloween Street | Francis Paul Wilson, 2007           |
| Sammelband (Fiction Collection)                 | Douglas Clegg                    | The Nightmare Chronicles                                                                       | - Edo van Belkom: Death Drives a Semi - Stephen King: Hearts in Atlantis (deutsch: Atlantis) - Tom Piccirilli: Deep into that Darkness Peering |                                     |
| Anthologie (Anthology)                          | Al Sarrantonio (Hrsg.)           | 999: New Stories of Horror and Suspense                                                        | - Ellen Datlow & Terri Windling (Hrsg.): The Year's Best Fantasy & Horror (Twelfth Annual Collection) - Stephen Jones (Hrsg.): The Mammoth Book of Best New Horror 10 - John Pelan (Hrsg.): The Last Continent: New Tales of Zothique              |                                     |
| Sachbuch (Nonfiction)                           | Paula Guran (Hrsg.)              | DarkEcho                                                                                       | - Stephen Jones: The Essential Monster Movie Guide - Victoria Price: Vincent Price: A Daughter's Biography - David B. Silva & Paul F. Olson (Hrsg.): Hellnotes                                                                                     |                                     |
| Illustrierte Geschichte (Illustrated Narrative) | Neil Gaiman                      | Sandman: The Dream Hunters                                                                     | - Joe R. Lansdale: Jonah Hex: Shadows West #1 - Mike Mignola: Hellboy: Box Full of Evil - David Quinn: Faust: Book of M | Neil Gaiman (2009)                  |
| Drehbuch (Screenplay)                           | M. Night Shyamalan               | The Sixth Sense                                                                                | - Frank Darabont: The Green Mile - Daniel Myrick & Eduardo Sánchez: The Blair Witch Project - Joss Whedon: Buffy the Vampire Slayer, Folge "Hush"                                                                                                  | M. Night Shyamalan (2008)           |
| Arbeit für junge Leser (Work for Young Readers) | J.K. Rowling                     | Harry Potter and the Prisoner of Azkaban (deutsch: Harry Potter und der Gefangene von Askaban) | - Joe R. Lansdale: Something Lumber This Way Comes - Angus Oblong: Creepy Susie and 13 Other Tragic Tales for Troubled Children | Joanne K. Rowling (2010)            |
| Andere Medien (Other Media)                     | Harlan Ellison                   | I Have No Mouth and I Must Scream (Audio)                                                      | - Andy Fairclough: Masters of Terror (Website) - Seth Lindberg: Gothic Net (Website) - John Carpenter: John Carpenter's Vampires (Original Motion Picture Soundtrack) - WyrdSisterS ProductionS – Conspiracies (Audio-CD der F. Paul Wilson Story) | Harlan Ellison (1986)               |
| Lebenswerk (Lifetime Achievement)               | Edward Gorey Charles L. Grant    |                                                                                                | | Edward Gorey (in seinem Haus, 1999) |